# John Kavelaars
| Odkryte planetoidy: 11 | Odkryte planetoidy: 11 |
| ---------------------- | ---------------------- |
| (44594) 1999 OX3       | 21 lipca 1999          |
| (60620) 2000 FD8       | 27 marca 2000          |
| (60621) 2000 FE8       | 27 marca 2000          |
| (82053) 2000 SZ370     | 23 września 2000       |
| (182926) 2002 FU6      | 20 marca 2002          |
| (418993) 2009 MS9      | 25 czerwca 2009        |
| (468422) 2000 FA8      | 27 marca 2000          |
| (524457) 2002 FW6      | 20 marca 2002          |
| (568573) 2004 HN79     | 26 kwietnia 2004       |
| (609221) 2004 VC131    | 9 listopada 2004       |
| (609222) 2004 VV131    | 9 listopada 2004       |
| 1. 2. 3. 4. 5.         |                        |

John J. Kavelaars albo JJ Kavelaars (ur. 1966) – kanadyjski astronom.

## Życiorys
W 1998 uzyskał doktorat na Wydziale Fizyki Queen’s University w Kingston. Wchodził w skład grup badaczy, które w latach 1997–2003 łącznie odkryły ponad dwadzieścia księżyców Jowisza, Saturna, Urana i Neptuna. Zajmuje się też badaniem obiektów z Pasa Kuipera, jest odkrywcą dwóch oraz współodkrywcą dziewięciu planetoid.
Na jego cześć jedną z planetoid nazwano (154660) Kavelaars.